# Рясное (Днепропетровская область)
Рясное (укр. Рясне) — село, Елизаровский сельский совет, Солонянский район, Днепропетровская область, Украина.
Код КОАТУУ — 1225083503. Население по переписи 2001 года составляло 252 человека .

## Географическое положение
Село Рясное примыкает к селу Чернопаровка, на расстоянии в 1 км расположен посёлок Святовасильевка.
По селу протекает пересыхающий ручей с запрудой.
Рядом проходят автомобильная дорога Т-0420 и
железная дорога, станция Рясное в 1,5 км.